# Star Wars: Visions
Star Wars: Visions är en japansk-amerikansk animerad action- och äventyrsdramaserie i antologiformat som hade premiär på Disney+ den 22 september 2021. Den första säsongen består av nio avsnitt. Den tredje säsongen har premiär den 29 oktober 2025 på samma kanal.

## Handling
Serien är uppbyggd som en antologi bestående av kortfilmen från hela världen som hyllar Star Wars mytologiska universum från olika kulturella perspektiv.